# خلیج دیلم
خلیج دیلم خلیجی کوچک در حاشیه شمالی خلیج فارس در مقابل شهرستان دیلم در استان بوشهر است.